# Benthonellania multicostata
Benthonellania multicostata is een slakkensoort uit de familie van de Rissoidae. De wetenschappelijke naam van de soort is voor het eerst geldig gepubliceerd in 2004 door Absalão & Santos.